# Daihatsu Sonica
Daihatsu Sonica (яп. ダイハツ・ソニカ, хепбёрн Daihatsu Sonika) — кей-кар производства японской компании Daihatsu, выпускавшийся с 2006 по 2009 год.

## Описание
Впервые Daihatsu Sonica был представлен в 2006 году на Токийском автосалоне под названием «SK Tourer». Продажи начались в апреле того же года. Название «Sonica» происходит от слова «соник».
Комплектации: R, RS и RS Limited. В стандартную комплектацию Sonica входят противотуманные фары, магнитола с CD-плеером и многофункциональное рулевое колесо.
В апреле 2009 года Daihatsu Sonica был снят с производства.

## Технические характеристики
Daihatsu Sonica оснащался трёхцилиндровым бензиновым двигателем KF-DET с турбонаддувом и каталитическим нейтрализатором объёмом 658 см3, мощностью 47 кВт (63 л. с.). Коробка передач — вариатор.

## Галерея

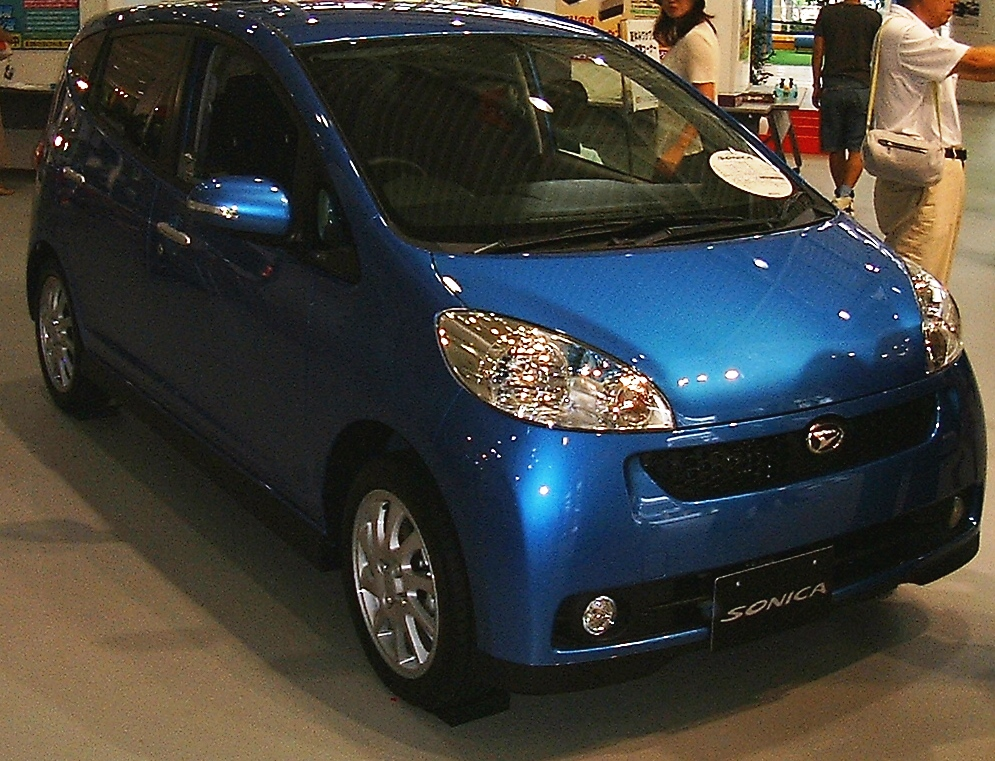
Вид спереди
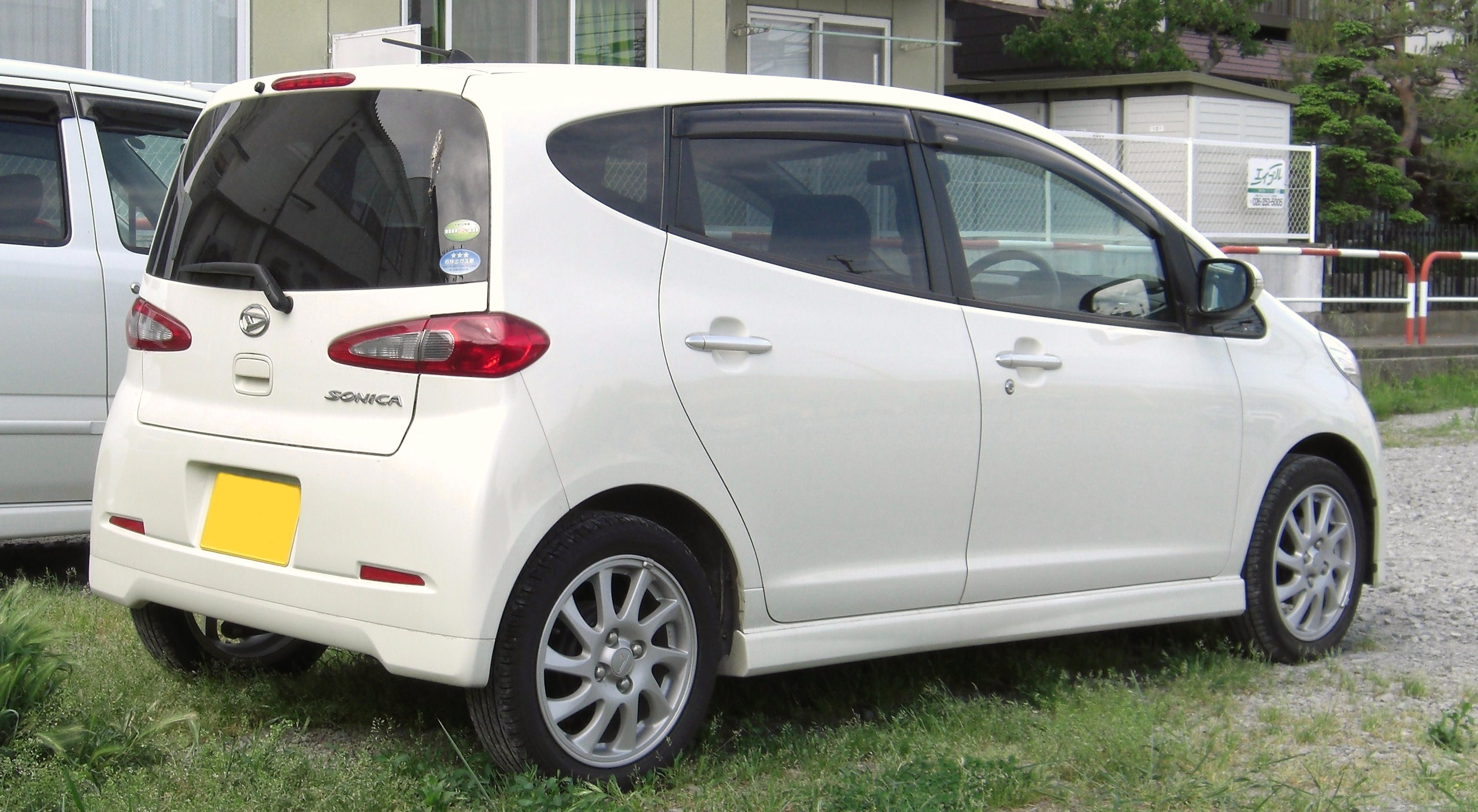
Вид сзади
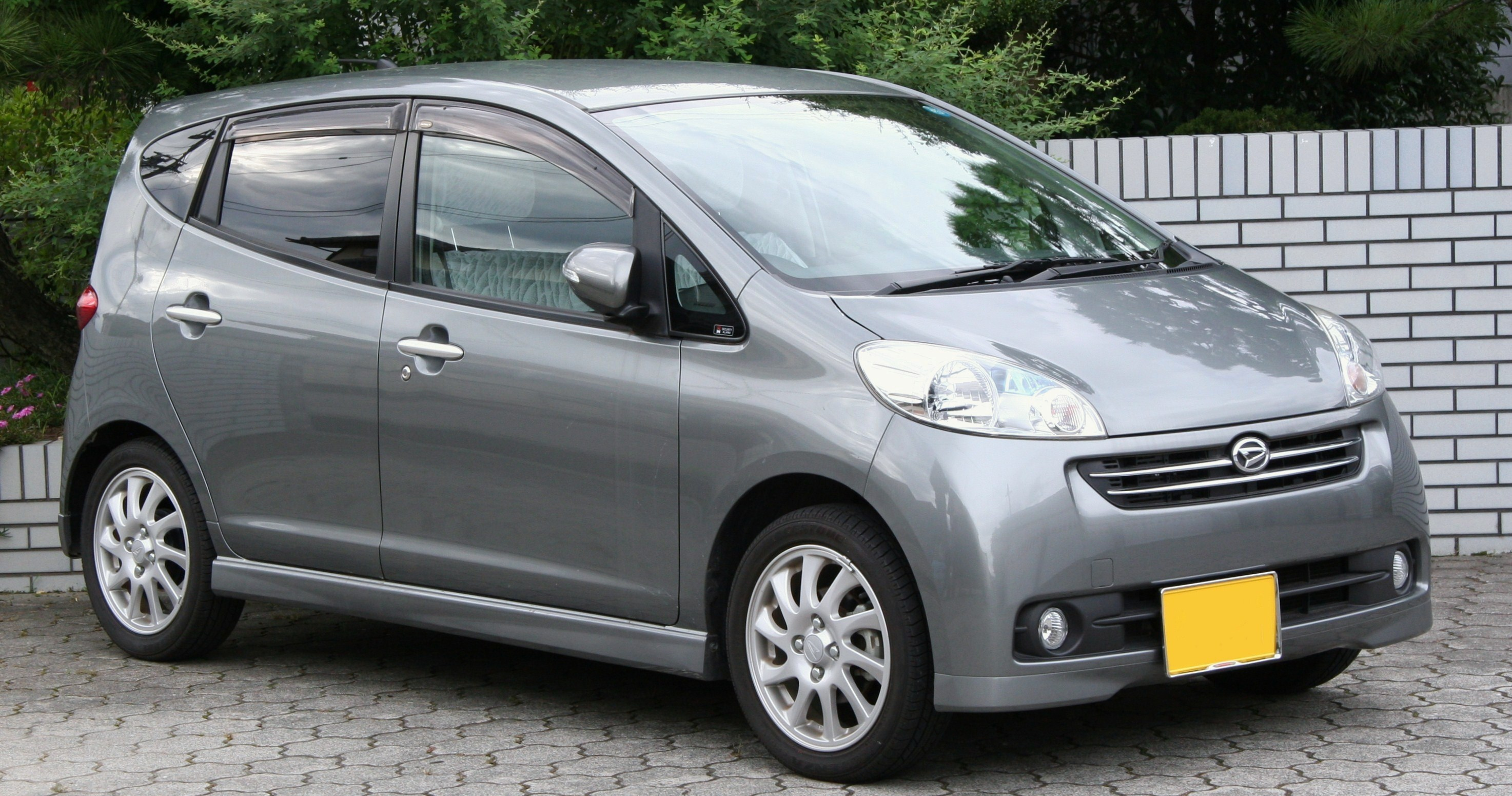
2007—2009 Sonica